# Косолянка
Косолянка, Косялянка, Перегонка (біл. Касалянка, Касялянка, Перагонка) — річка в Славгородському і Корм'янському районах Гомельської області, права притока річки Сож (басейн Дніпра). Довжина 34 км. Площа водозбору 352 км². Середньорічна витрата води в гирлі близько 1,8 м³/с. Середній нахил водної поверхні 0,8‰.
Починається біля південно-західної околиці села Мала Зимниця Славгородського району, гирло за 1 км від села Литвиновичі Корм'янського району. Тече по південно-західній околиці Оршансько-Могильовської рівнини.
Долина у верхній течії невиразна, нижче трапецієподібна, ширина її 0,9-1,5 км. Заплава у верхів'ї заболочена, нижче суха, двостороння, її ширина 0,2-0,9 км. Русло каналізоване протягом 17,5 км (витік — 0,5 км вище гирла річки Бичанка), далі слабо меандрує. Ширина річки у середній течії 8-10 м, в низькій 3-5 м.